# Khai hoang
Khai hoang là công cuộc mở mang, khai phá ruộng đất, phát triển văn hóa vùng miền núi do người miền xuôi thực hiện với sự tổ chức của nhà nước Việt Nam dân chủ cộng hòa trong những năm 1961-1970.

## Chủ trương
Đầu những năm 60 của Thế kỉ XX là những năm Miền Bắc đã hoàn thành cải cách ruộng đất và khôi phục kinh tế,bắt tay vào cải tạo xã hội chủ nghĩa. Giai đoạn 1961-1965 là thời kì thực hiện Kế hoạch 5 năm lần thứ nhất và đương đầu với cuộc chiến tranh phá hoại bằng không quân lần thứ nhất. Từ đó miền Bắc thực hiện hai nhiệm vụ lớn: vừa xây dựng, vừa sẵn sàng chiến đấu đồng thời ra sức chi viện cho miền Nam.
Tại miền Nam, sau "Đồng khởi" (1959 - 1960), nhất là từ sau khi Mặt trận dân tộc giải phóng miền Nam Việt Nam ra đời (20/12/1960), cục diện chính trị ở miền Nam đã có sự thay đổi lớn..
Trong bối cảnh đó, Đại hội đại biểu Đảng toàn quốc lần thứ III (9/1960) và Ban Chấp hành Trung ương Đảng Công sản Việt nam khóa III họp kì thứ 5 đã có Nghị quyết về phát triển nông nghiệp miền núi, trong đó khẳng định quyết tâm: "Làm cho miền núi tiến kịp miền xuôi, các dân tộc thiểu số tiến kịp dân tộc đa số" và "đưa đồng bào các tỉnh miền xuôi lên xây dựng phát triển kinh tế-văn hóa ở miền núi"..
Thực hiện định hướng đó, ngày 12/11/1961 Hội nghị đại biểu Ban Chấp hành tỉnh Đảng bộ 2 tỉnh Kiến An,Lào Cai đã ra Nghị quyết về việc kết nghĩa toàn diện giữa 2 tỉnh, trong đó có việc vận động nhân dân Kiến An lên Lào Cai khai hoang nhằm "phối hợp điều hòa nhân lực và phát triển kinh tế giữa hai tỉnh" với 5 năm 1961-1965 vận động 8-9 vạn nhân dân Kiến An lên Lào Cai.
Sau khi Ban Bí thư nhất trí chủ trương, Quốc hội khóa II, tại kì họp thứ 5 ngày 27/10/1962 đã ra Nghị quyết hợp nhất Hải Phòng-Kiến An lấy tên là Hải Phòng. Đại hội Đảng bộ lần thứ Nhất (10/7-14/7/1963) đề ra nhiều quyết sách, trong đó có việc tiếp tục đưa nhân dân Hải Phòng lên khai hoang tại Lào Cai ..
Trong khi đó, Đại hội Đảng bộ tỉnh Lào Cai khóa IV họp 15/6/1963 đã rút kinh nghiệm công tác tiếp nhận và tổ chức sản xuất cho đồng bào khai hoang và khẳng định: "việc tiếp nhận đồng bào miền xuôi cần khẩn trương, không kể thời vụ, tiến hành cả bốn mùa. Đảm bảo chế độ chính sách trợ cấp về lương thực, thực phẩm và vải cho đồng bào khai hoang"..

## Góp phần giữ vững miền biên ải
Thực hiện chủ trương đưa người lên khai hoang ở miền núi, qua các đợt 1961, 1962 và đến năm 1963 nhiều đợt người lên đã được đón nhận về cơ sở, ổn định đời sống.
Người dân khai hoang được tổ chức thành các Hợp tác xã tập trung độc lập điển hình là Sơn Hải với mỗi Đội mang tên một huyện ở quê cũ hoặc tổ chức xen ghép trong các HTX có từ trước. Báo Lào Cai đổi mới và Báo Kiến An hồi đó đã đăng tải nhiều bài viết về sự kiện này.
Rút kinh nghiệm các đợt đầu và sau nhiều chuyến viếng thăm qua lại giữa 2 tỉnh nên trong năm 1964 phong trào đi khai hoang phát triển kinh tế-văn hóa miền núi lan ra sâu rộng ở các huyện thuộc thành phố Hải Phòng và các tỉnh Thái Bình, Hà Nam…Nhiều HTX khai hoang đã trở thành điển hình trong sản xuất nông nghiệp. Bà con khai hoang nhanh chóng tiếp cận thế mạnh, cách canh tác của miền núi để ổn định đời sống, làm giàu và giúp đỡ lại người địa phương.
Phong trào khai hoang những năm đó đã góp phần làm chuyển biến căn bản mọi mặt của Lào Cai. Từ đây vùng biên viễn Tây Bắc gắn bó hữu cơ hơn trên mọi phương diện (quản lý nhà nước, chính trị, kinh tế, văn hoá và tình cảm) với miền xuôi và cả nước.